# Emil Audero
Emil Audero Mulyadi (* 18. Januar 1997 in Mataram, Indonesien) ist ein italienischer Fußballspieler. Der Torhüter steht bei Como 1907 unter Vertrag und ist aktuell an die US Cremonese verliehen.

## Karriere

### Im Verein
Audero, Sohn eines Indonesiers und einer Italienerin, wurde im indonesischen Mataram geboren. Bereits im Alter von einem Jahr zog die Familie nach Italien in die Nähe Turins. Audero wurde 2008 in die Fußballschule von Juventus Turin aufgenommen und durchlief bis 2015 sämtliche Altersklassen.
In der Spielzeit 2014/15 stand Audero vereinzelt im Spieltagskader von Juventus, erstmals im November 2014. Zur Saison 2015/16 wurde er fester Bestandteil der Mannschaft und dritter Torhüter hinter Gianluigi Buffon und Neto. Er feierte dabei den Gewinn der Serie A, der Coppa Italia sowie der Supercoppa, blieb jedoch ohne Einsatz. In der Spielzeit 2016/17 gewann die Mannschaft erneut die Meisterschaft und den Pokal, unterlag in der Supercoppa jedoch der AC Mailand. Zudem verlängerte Audero im Februar 2017 seinen Vertrag bis 2021. Am 27. Mai 2017, dem letzten Spieltag der Meisterschaft, debütierte Audero für Juventus beim 2:1-Erfolg über den FC Bologna.
Zur Saison 2017/18 wechselte Audero für ein Jahr auf Leihbasis zum Zweitligisten FC Venedig. Dort kam er als Stammtorhüter in 35 von 42 Ligaspielen sowie in drei Spielen in der Aufstiegsrunde zum Einsatz.
Zur Saison 2018/19 wechselte Audero für ein Jahr auf Leihbasis zum Erstligisten Sampdoria Genua, der zunächst über eine Kaufoption verfügte. Nachdem er sich als Stammtorhüter etabliert hatte, wurde die Kaufoption Ende Januar 2019 in eine Kaufpflicht in Höhe von 20 Millionen Euro umgewandelt, die einen Monat später griff.
Nach dem Abstieg von Sampdoria wechselte Audero für die Saison 2023/24 per Leihe zu Inter Mailand. Nach der Leihe schloss er sich im Sommer 2024 Serie-A-Aufsteiger Como 1907 an. Da Audero bei Como hinter Pepe Reina und Jean Butez nur wenig Spielzeit erhielt, wurde er am 3. Februar 2025 für die Rückrunde an den FC Palermo in die Serie B verliehen, wo er als Stammtorhüter jedes Spiel bestritt.
Zur Saison 2025/26 verlieh Como den Torhüter für ein Jahr an den Serie-A-Aufsteiger US Cremonese.

### In der Nationalmannschaft
Audero lief von 2012 bis 2019 für verschiedene Juniorennationalmannschaften Italiens auf.
Seit 2025 ist Audero Nationalspieler Indonesiens.

## Titel
- Italienischer Meister (4): 2015, 2016, 2017 (beide Juventus Turin), 2024 (Inter Mailand)
- Italienischer Pokalsieger: 2016, 2017 (beide Juventus Turin)
- Italienischer Supercupsieger (2): 2015 (Juventus Turin), 2023 (Inter Mailand)